# Xysticus bimaculatus
Xysticus bimaculatus is een spinnensoort uit de familie van de krabspinnen (Thomisidae).
De wetenschappelijke naam van de soort werd in 1867 gepubliceerd door Ludwig Carl Christian Koch.